# Kopalnia Węgla Kamiennego Makoszowy

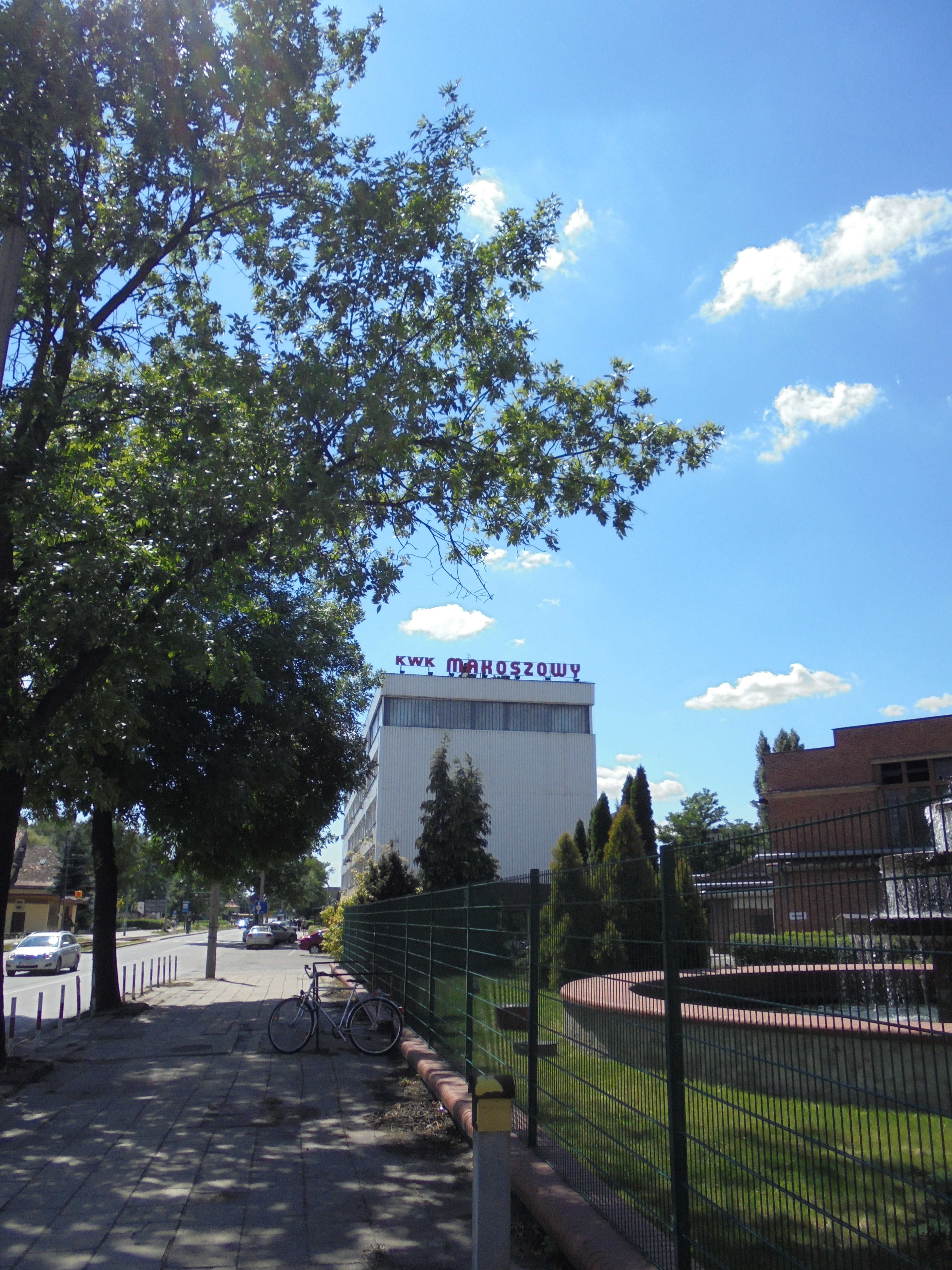
Budynek dyrekcji KWK Makoszowy

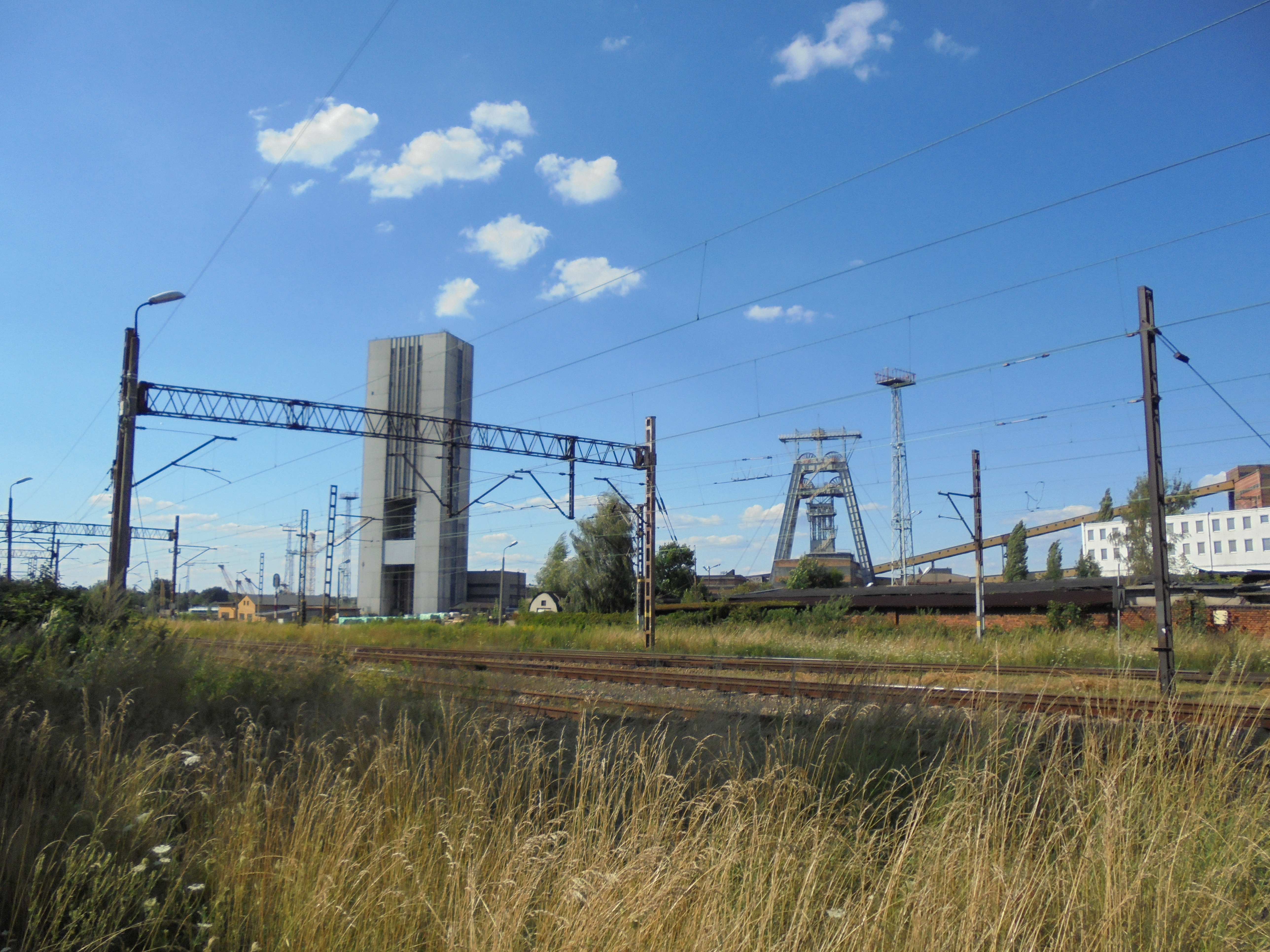
Szyb IV i III Kopalni Makoszowy

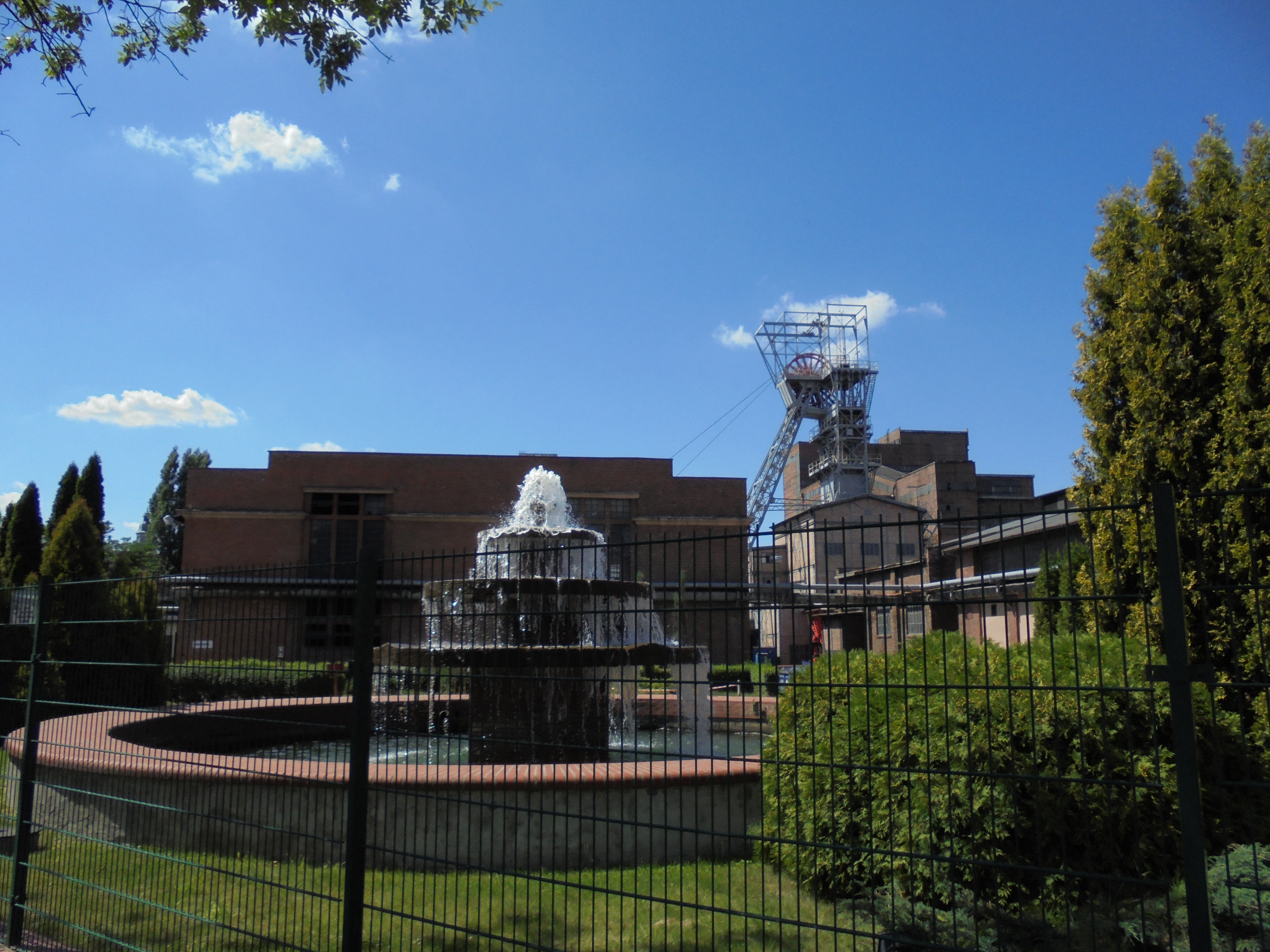
Fontanna oraz szyb I KWK Makoszowy

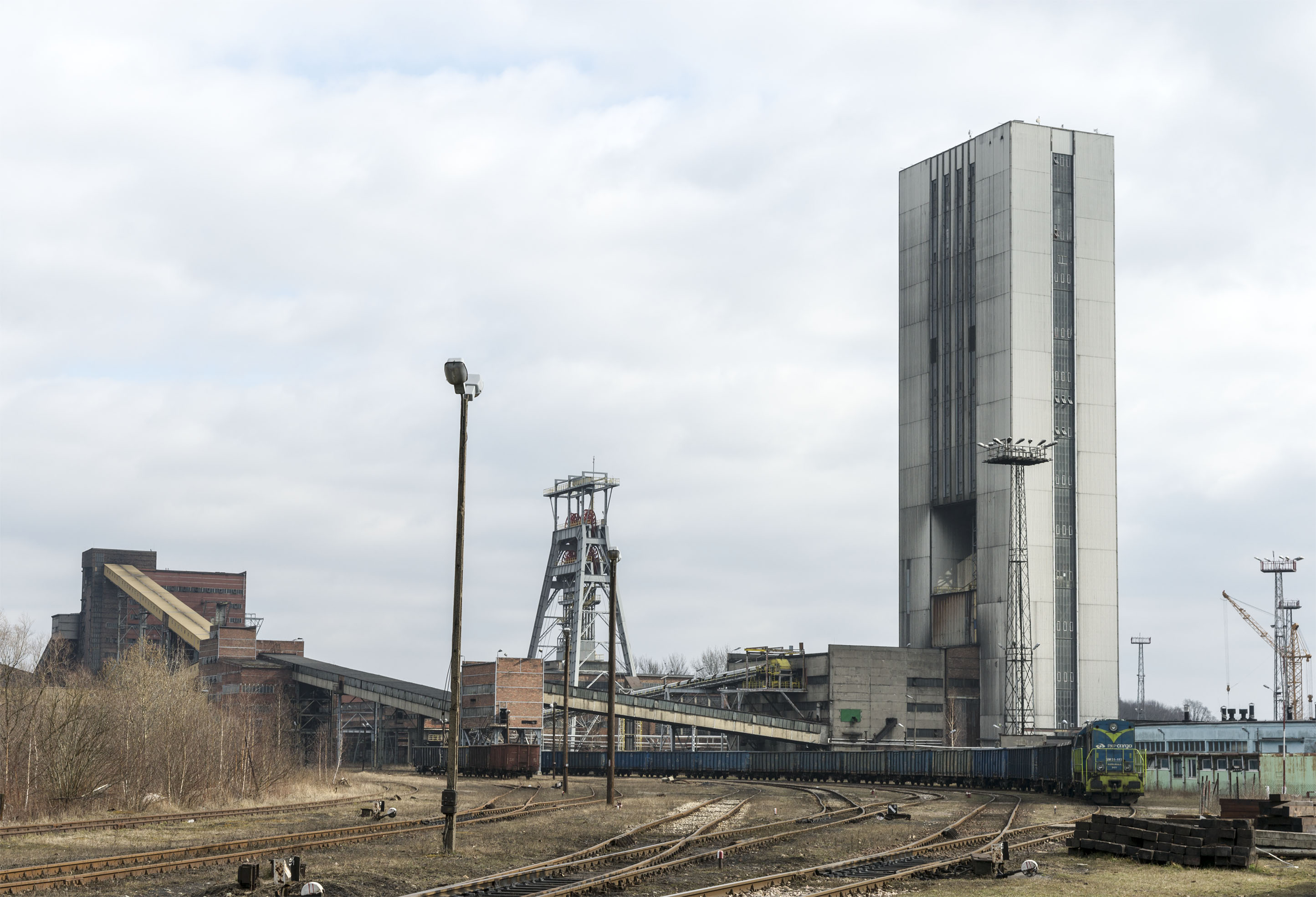
Widok na KWK Makoszowy od strony kopalnianej bocznicy kolejowej

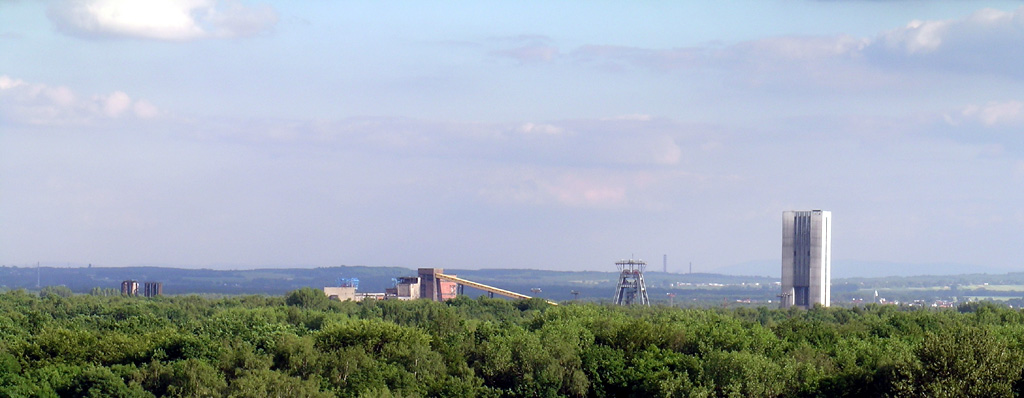
KWK Makoszowy od strony Parku Leśnego im. Powstańców Śląskich

Kopalnia Węgla Kamiennego Makoszowy (niem. Delbrück) – kopalnia znajdująca się w Zabrzu (Makoszowach) w województwie śląskim.
Kopalnia Makoszowy zatrudnia 1387 osób. Poziomy wydobywcze zakładu znajdują się na głębokości 660 i 850 m. W granicach kopalni pozostaje obszar górniczy o powierzchni 28,4 km². Obecnie kopalnia należy do Spółki Restrukturyzacji Kopalń S.A.
Obecnie prowadzone są zaawansowane prace likwidacji szybów, zwinięto liny maszyn wyciągowych pozostawiając jedynie szyb przeznaczony do wydobycia pozostałego w wyrobiskach sprzętu. Tym samym kopalnia zakończyła działalność.

## Charakterystyka złoża
Obszar położony jest na płn.-zach. skraju Niecki Głównej. Od płn.-zach. graniczy ze strefą sfałdowań warycyjskich, z którą związane są strefy uskoków o zrzutach 0-100 m – między innymi uskok „Diagonalny” o h=70-100 m, uskok „Knurowski” o h≈110m i uskok „Makoszowski” o zrzucie h≈70m. Z okresem orogenezy alpejskiej związane są uskoki o przebiegu zbliżonym do równoleżnikowego, do których należy uskok „Saara” o zrzucie dochodzącym do h=170–240 m oraz uskok „Kłodnicki” o zrzucie h≈180 m. Na obszarze Ruchu „Makoszowy” występują warstwy orzeskie o miąższości do 756 m, warstwy rudzkie o miąższości 680–720 m, warstwy siodłowe o miąższości 175–220 m i warstwy porębskie. Grubość eksploatowanych pokładów 1,2–3,3 m. Nachylenie 0-35°.

## Historia
Kopalnia Makoszowy zaczęła powstawać od 1890 r., gdy poziomami 170 i 230 m przez wyrobiska prowadzone pod ziemią na zachód z kopalni Guido (budowanej od połowy XIX w. przez hrabiego Guido Henckel von Donnersmarck) rozpoznano rezerwowe pola górnicze o nazwach Zero i Double Zero. W 1900 r. właściciel – Skarb Pruski – zaczął głębić szyb I zwany „koło Makoszów”, a rok później szyb II. obydwa tylko do celów wentylacyjnych kopalni Luiza.
Jednak wkrótce szyby te rozrosły się do zakładu górniczego, zwanego od pola nadania górniczego – Zeroschächte. Fedrunek ruszył w kwietniu 1906 r. a po 2 latach oba szyby połączono z koksownią i przemianowano na Delbrückschachte.
Po III Powstaniu Śląskim i dwuletnim sporze granicznym Makoszowy i Kończyce decyzją specjalnej komisji Ligi Narodów przyznano w 1923 r. Polsce. Niemiecka kopalnia Delbrück została odcięta od zasobnego w węgiel pola po polskiej stronie, którego nie eksploatowano. Władze niemieckie starały się o jego wydzierżawienie i po negocjacjach w 1931 r. podpisano umowę o wymianie pól górniczych w strefie przygranicznej w Zabrzu i Knurowie między polsko-francuską spółką Skarboferm a niemiecką spółką Preussag.
Od kwietnia 1945 r., gdy Armia Czerwona przekazała częściowo zatopiony, opuszczony przez niemiecką załogę zakład władzom polskim, kopalnia nosi nazwę Makoszowy. W okresie rozbudowy kopalni na południe doszło 28 sierpnia 1958 r. do najtragiczniejszej katastrofy – od palnika acetylenowego, którym cięto żelazną stropnicę na poziomie 300 m, wybuchł ogromny pożar. Załoga uciekła przed ogniem, ale 20-minutowe aparaty ucieczkowe nie wystarczyły na ewakuację w dymach. Śmiertelnie zaczadziło się pod ziemią 72 górników a 87 uległo poważnym zatruciom.
W latach 60. XX w. zgłębiono do 717 m nowy szyb III, a kolejny – szyb IV wydobywczy – uruchomiono na głębokość 944 m w 1981 r. Od 1967 r. eksploatacja w Makoszowach przebiega wyłącznie systemem ścianowym. W 1988 r. zanotowano rekord wydobycia w historii zakładu – 5,13 mln t przy 10-tysięcznej załodze.
Od 1993 r. Makoszowy należały do Gliwickiej Spółki Węglowej a następnie (od 2003 r.) do Kompanii Węglowej. Dnia 1 lipca 2005 r. kopalnię połączono z Kopalnią Sośnicą, by po 10 latach rozdzielić ruchy i przekazać Makoszowy do Spółki Restrukturyzacji Kopalń S.A w Bytomiu.

## Kalendarium
- 1900–1906 – wybudowanie kopalni przez skarb pruski, z szybów „Delbrück” – początkowo wchodzących w skład kopalni „Bielszowice”.
- 1923-1939 – po podziale Górnego Śląska sama kopalnia pozostaje w Niemczech, ale granica przebiegała częściowo wzdłuż jej ogrodzenia, a brama zakładu funkcjonuje jako przejście graniczne[1].
- 1925-1926 – rozpoczęto wybieranie węgla systemem ścianowym.
- 1926 – przejęta przez koncern Preussag.
- 1 stycznia 1945 – kopalnia została zajęta przez wojska radzieckie. Wojskowym komendantem kopalni został mjr Myszki.
- Kwiecień 1945 – przekazano kopalnię władzom polskim nadając jej nazwę Kopalnia „Makoszowy”.
- 1945–1957 – należała do Gliwickiego Zjednoczenia Przemysłu Węglowego.
- 1957 – weszła w skład Zabrzańskiego Zjednoczenia Przemysłu Węglowego.
- 28 sierpnia 1958 – w kopalni doszło do pożaru, zginęło 72 górników.
- XX wiek lata siedemdziesiąte – wydobycie w kopalni wynosiło 4 349 210 ton.
- 1961-1968 – rozpoczęto zgłębianie nowego szybu wielofunkcyjnego – III, usytuowano go na terenie kopalni na zachód od szybu II. Zgłębiony został do głębokości 717,35 m przez Przedsiębiorstwo Budowy Szybów w Bytomiu w latach 1961-1964. Szyb posiada wieżę wyciągową o wysokości 57,01 m, zbudowaną w 1966 roku przez Mostostal Zabrze. Wyposażono go w dwie elektryczne maszyny wyciągowe firmy ULKSM – Donieck, typu MK5x2, uruchomione w 1967 roku (przedział IIIa) i w 1968 roku (przedział IIIb).
- 1976 – po raz pierwszy zastosowano w kopalni kombajn chodnikowy typu AM 50 Alpine produkcji austriackiej, który to typ po dziś dzień jest podstawowym kombajnem chodnikowym.
- 1981 – uruchomiono nowy, wielofunkcyjny szyb IV, który od marca 1976 roku do września 1978 roku zgłębiony został przez Przedsiębiorstwo Budowy Szybów w Bytomiu do głębokości 944 m.
- 1982-1985 – Przedsiębiorstwo Budowy Szybów w Bytomiu wydrążyło do głębokości 865 m nowy szyb wentylacyjny, „Północny”, usytuowany poza obrębem kopalni, na północny zachód od szybów głównych.
- 1988 – zakład osiągnął najwyższy poziom wydobycia w swojej historii wynoszący ponad 5 127 000 ton. W tym okresie pracowało w kopalni ponad 10 000 pracowników.
- 1993 – Kopalnia „Makoszowy” weszła w skład Gliwickiej Spółki Węglowej S.A.
- 2003 – Kopalnia Węgla Kamiennego „Makoszowy” weszła w skład Kompanii Węglowej SA w Katowicach.
- 1 lipca 2005 – kopalnia „Makoszowy” została połączona z kopalnią „Sośnica” w dwuruchowy zakład KWK „Sośnica-Makoszowy”.
- 1 maja 2015 – dwuruchowy zakład KWK „Sośnica-Makoszowy” zostały podzielony na dwie odrębne kopalnie KWK „Sośnica” i KWK „Makoszowy”.
- 31 grudnia 2016 – decyzją Ministerstwa Energii w kopalni wstrzymano wydobycie.